# O Exemplo

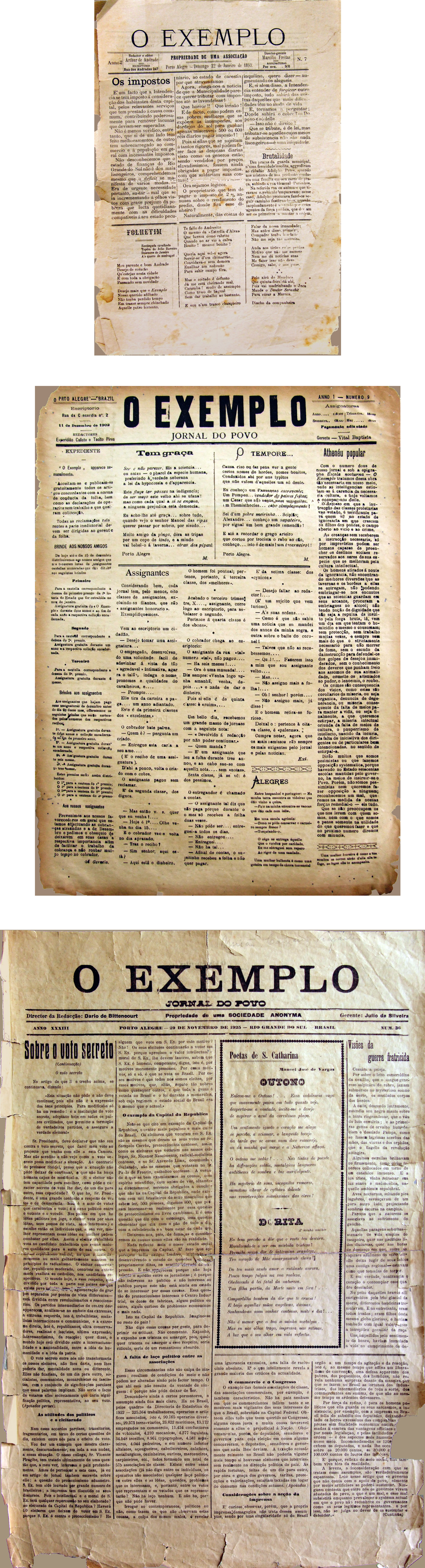
O Exemplo, Porto Alegre, edições de 1893, 1902 e 1925.

O Exemplo foi um jornal brasileiro, escrito por um grupo de homens negros em Porto Alegre no pós-abolição, sendo exemplar da imprensa negra porto-alegrense.

## Histórico
O periódico O Exemplo foi um jornal de imprensa negra organizado pela população negra de Porto Alegre entre 1892 e 1930, tendo períodos de pausa e relançamentos. As pesquisas sobre ele apontam, em geral, três fases de produção: a primeira de 1892 a 1897; a segunda de 1902 a 1911 e a terceira de 1916 a 1930. É o jornal de imprensa negra no pós-abolição com o maior número de exemplares disponíveis para pesquisa e consulta.
O semanário teria sido criado no salão de barbeiros Calisto (ou Calixto), na Rua dos Andradas, 247, ocupando um quarto nos fundos, a partir das conversas entre Arthur de Andrade (redator e editor), Clemente Gonçalves de Oliveira (oficial de justiça), os irmãos Espiridião Calisto (redator) e Florêncio Calisto, os irmãos Sérgio de Bittencourt e Aurélio de Bittencourt Júnior (na “comissão de redação”, filhos de Aurélio Veríssimo de Bittencourt), Alfredo Cândido de Souza, Camillo Laurindo e João Thimótheo. A motivação para a criação teria sido um caso de preconceito e discriminação contra Justino Coelho da Silva, que tinha ficado em primeiro lugar em um concurso estadual que acabou anulado sob a alegação de que ele não era branco.
Os fundadores, insatisfeitos com a sociedade republicana ordenada por teorias raciais, queriam uma sociedade pautada pelos talentos e virtudes. Queriam defender a coletividade racial e estender os direitos a todos os cidadãos do país. Entendiam, também, que a educação seria uma forma de qualificar a população negra e mostrar seus talentos e virtudes.

### Fases
A primeira fase se refere aos jornais publicados entre o ano de 1892 e 1897. Os fundadores do jornal O Exemplo são: Arthur Ferreira Andrade, primeiro diretor do jornal, Marcílio Francisco da Costa Freitas, Alfredo Candido de Souza, Arthur Pinto Gama, Sérgio Aurélio de Bittencourt, Aurélio Viríssimo de Bittencourt Júnior e os irmãos Florêncio Calisto Felizardo da Silva e Esperidião Calisto Felizardo da Silva. Entre esses anos da primeira fase, os autores do jornal buscavam trazer denúncias sobre o preconceito racial, a cultura e costumes da população negra, assim como a importância da educação e também colocações sobre a questão operária.
Em 5 de outubro de 1902, Esperidião Calisto e os novos integrantes (Tácito Pires e Vital Baptista) reabriram as portas do jornal O Exemplo. Inaugurando sua segunda fase, após 5 anos da sua primeira despedida, os redatores seguiram buscando as reivindicações presentes na primeira fase e sempre buscando alternativas dentro da constitucionalidade. Contudo, nesta fase notamos as reivindicações acontecendo de forma cada vez mais propositivas.   Nessa segunda fase também temos a presença de redatoras mulheres, como Sophia Ferreira Chaves, que se tornou uma colaboradora regular do jornal.
A terceira fase, de 1916 a 1930, ainda é a fase do jornal que foi menos explorada pela historiografia. Sabe-se que, nessa fase, houve a criação do grupo mantenedor e o periódico passou a ter uma oficina própria. Marcílio da Costa Freitas, que passou a integrar o jornal na segunda fase, torna-se uma liderança da comunidade negra de Porto Alegre, sendo fundamental para a continuação do projeto. Dario de Bittencourt, filho de Aurélio Veríssimo de Bittencourt, passa a integrar o jornal e também a guardá-lo consigo. Nessa fase, a diversidade de perspectivas políticas do jornal aprofunda-se, escrevem para ele representantes do operariado, funcionários públicos, anarquistas e integralistas.

### Fundadores
Arthur Ferreira de Andrade Nascido em 4 de maio de 1871, contava com 21 anos quando o jornal foi fundado. Foi o primeiro diretor de redação do jornal, ficando até 1894 nesse posto. Colaborou com o periódico até o fim de sua vida em 1925, aos 53 anos. Adentrou no funcionalismo público em 1891 na repartição dos correios, aposentando-se em 1913. Entre seus vinte anos e após sua aposentadoria, Arthur fez provas para a Faculdade Livre de Direito de Porto Alegre, tendo sido um advogado prático em alguns casos, tendo sido indicado, em dois deles, por Aurélio Veríssimo de Bittencourt Júnior, outro fundador do periódico. Morreu em 1925, aos 53 anos.
Arthur Pinto Gama nasceu em 24 de setembro de 1864,  filho de Luiza Maria da Conceição, participa da fundação  do jornal O Exemplo aos seus 29 anos. Era funcionário público do Tesouro do Estado à época da fundação do jornal. Casou-se com Maria da Glória Pereira Rosa, filha de Eva Maria da Conceição, na Igreja do Rosário (maio de 1889), divorciou-se, viveu na Rua Dr. Timóteo n° 135, Porto Alegre. Deixou após seu falecimento (1922) o patrimônio que construiu depois do divórcio à sobrinha Izolina Fernandes da Costa e às irmãs Maria Augusta Guimarães e Idalina Gama. Na ocasião de seu falecimento com 58 anos, foi declarado como de cor mista, embora ao longo de sua vida tenha composto a presidência da diretoria do referido jornal, que era assumidamente um jornal pertencente a homens de cor.
Alfredo Cândido de Souza nasceu no dia 15 de julho de 1866, era filho C. S. Valle e de Maria Albina de Souza. Responsável pela ideia do nome do jornal, Alfredo era farmacêutico na Santa Casa de Misericórdia, onde ingressou como porteiro e consolidou-se como diretor da farmácia. Em 1909, já participando da Guarda Nacional, recebeu o título de Capitão-Cirurgião, mesmo não possuindo o título acadêmico. Alfredo morreu em 1934, aos 68 anos.
Esperidião Calisto Felizardo da Silva nasceu em 13 de dezembro de 1864, seguindo a tradição familiar, foi barbeiro, chegando a ter seu próprio salão nos arredores do território conhecido como Colônia Africana. Na década de 20, adentrou ao funcionalismo público, como bibliotecário e depois como porteiro, foi o único fundador a não participar da Guarda Nacional. Espiridião participou ativamente das duas primeiras fases do jornal.
Florêncio Calisto Felizardo da Silva nasceu em 11 de novembro de 1863, tinha 29 anos no ano de fundação d’O Exemplo, nasceu livre e aprendeu com o pai sua primeira profissão: foi barbeiro e dentista; tendo se tornado, posteriormente, funcionário público, começou como amanuense em 1913 e alcançou a patente de coronel na Guarda Nacional. Para além de um único poema que escreveu para as páginas do periódico, o jornal frequentemente anunciava e elogiava as festas promovidas por ele.
Aurélio Viríssimo de Bittencourt Júnior nasceu em 28 de fevereiro de 1874,  faleceu no dia 30 de julho de 1910, aos 36 anos de idade. Estudou no Ginásio Nossa Senhora da Conceição em São Leopoldo e, um pouco depois do nascimento do jornal, ele vai para São Paulo para estudar, no seu retorno volta como bacharel em Direito trabalhando na magistratura. Essas instituições que  Bittencourt Júnior estudou são comentadas como  formadores de importantes nomes das letras, da política e das armas no Rio Grande do Sul e no país. Atuou como Juiz Distrital em 1897, permanecendo até o fim da vida. Manteve-se vinculado ao jornal, mesmo que em alguns momentos se afaste pelos serviços que prestava em outro setor. 
Sérgio Aurélio de Bittencourt nasceu no dia 07 de outubro de 1869 e faleceu no dia 05 de dezembro de 1904, era filho legítimo de Joana Joaquina do Nascimento e Aurélio Viríssimo de Bittencourt. Seu papel no jornal O’Exemplo era de redator e depois se tornou secretário. Sobre sua formação escolar nada sabemos, mas pelo fato de trabalhar como redator e de nítida percepção que possuía um domínio das letras. Nos alistamentos eleitorais Sérgio Aurélio de Bittencourt possuía emprego no espaço público, em 1895 foi secretário da Sociedade Beneficência Porto-Alegrense, em 1900 foi Tenente-secretário no 7° Batalhão de Infantaria da Guarda Nacional e, em 1901, funcionário na Secretaria do Interior. 
Marcílio Francisco da Costa Freitas nasceu dia 21 de fevereiro 1987 era filho de Antônio Francisco da Costa Freitas e Maria Angélica da Costa Freitas, morreu em 06 de abril de 1928. Fez faculdade de Direito de Porto Alegre, nos cursos de Português e Francês. Manteve-se vinculado ao jornal até o fim de sua vida. Entre os fundadores do jornal, Marcílio, era o mais jovem a sua facilidade com as artes gráficas levou à gerência da empresa exercia seus serviços no ambiente tipográfico, foi concursado dos Correios e exerceu um cargo de confiança no Ministério da Fazenda no Rio de Janeiro; quando voltou para o sul, Borges de Medeiros, presidente do Estado o recebeu. Participou de diversas associações e irmandades negras em Porto Alegre.

### Rede de Sociabilidade
Como iniciativa da população negra de Porto Alegre, o periódico se construiu através de uma série de relações de seus membros e apoiadores com outros espaços de socialização e apoio mútuo da população negra de Porto Alegre. As famílias Calixto e Bittencourt, por exemplo, eram participantes antigos da Irmandade de Nossa Senhora do Rosário (com sede na Igreja Nossa Senhora do Rosário). Além da relação religiosa, os participantes também participavam da Sociedade Beneficente Cultural Floresta Aurora, além de manterem diálogo com outras associações como a Dedicação e Progresso e a Beneficente Porto Alegrense, todas associações organizadas por pessoas negras. Com o passar dos anos e a popularização do Carnaval, o jornal também divulgava os desfiles de Carnaval e os grupos carnavalescos dos quais faziam parte. Seus membros também participaram da Sociedade Tipográfica Rio-Grandense, da União dos Estivadores e outras organizações ligadas ao mundo do trabalho.

## Objetivos

#### Projeto Político
Em seu período de publicação, o jornal O Exemplo demonstrou ter um projeto político próprio, mesmo quando divulgava discordâncias entre seus participantes: acreditavam, nesse período, na necessidade de dissolução do ódio de raça para efetiva cidadania e participação política de pessoas negras no Brasil República, nesse período, debateram a criação da Liga dos Homens de Cor. Dentro desse projeto, acreditavam que a educação e a assistência social eram meios para a ascensão de pessoas negras à cidadania, motivo pelo qual tiveram como projetos a criação de uma Escola Noturna e do Asilo 13 de Maio. Em sua última fase, o jornal também se aliou às disputadas operárias por direitos trabalhistas no Brasil, publicando debates relevantes para os trabalhadores e incentivando a participação em associações de trabalhadores.

#### Escola Noturna
Em seu relançamento, em 1902, o periódico voltou à circulação publicizando um novo projeto de seus organizadores: a criação da escola noturna O Exemplo (que depois mudaria de nome para Ateneu Popular), em suas primeiras edições desse período, foi divulgado o currículo da escola, que incluiria leitura, escrita e aritmética, no primário; na divisão média, seria ensinado Português (noções de escrita), Gramática (noções de Gramática Normativa), Aritmética, Geometria Prática e Geografia. Com essa iniciativa, os membros do jornal buscavam criar a solução para um problema sobre o qual escreviam desde a primeira fase do jornal: a ausência de um ensino de qualidade voltado para pessoas negras (tanto crianças e quanto adultos) que sofriam diversas humilhações nas escolas tradicionais.

#### Asilo 13 de Maio
Em 1908, o periódico passou a divulgar a criação de o projeto do Asilo 13 de Maio, de iniciativa de Honório Porto. Mesmo alguns textos do jornal declarando que não era um projeto de seus organizadores, tornou-se tema recorrente no jornal as discussões acerca do abandono de crianças negras, sendo mote para diversos debates na segunda fase do jornal. O Asilo 13 de Maio teve um evento de lançamento de sua pedra fundamental, mas enfrentou diversas dificuldades para ser edificado e não iniciou suas atividades.

## Preservação
Dario de Bittecourt, filho de um dos fundadores, deixou diversas edições com o poeta Oliveira Silveira. No ano em que comemoraria seu centenário, Oliveira Silveira publicou uma edição fac-símile comentada, divulgando-a pelas ruas de Porto Alegre.

## Participantes
Entre os seus responsáveis, gerentes e colaboradores no decorrer de suas atividades estavam Pedro Tácito Pires (redator, líder operário e diretor de redação de A Voz do Operário, 1899), Marcilio Freitas (diretor-gerente), Alcebíades Azeredo dos Santos (redator, advogado, fundaria em 1912 o jornal O Viamonense), Vital Baptista (gerente), Felippe Eustachio (administrador, da Irmandade do Rosário), João Baptista de Figueiredo (gerente, ator amador, como alguns outros de seus companheiros), Alcides de Chagas Carvalho (diretor do semanário A Rua, entre 1914 e 1916), Arnaldo Dutra (também responsável pela Gazeta do Povo, entre 1908 e 1923), Julio Rabello, Baptista Júnior, Felipe Baptista, Dario de Bittencourt (diretor entre 1920 e 1930, republicano e depois líder integralista e professor de direito na Universidade do Rio Grande do Sul, filho de Aurélio Júnior), Julio da Silveira (gerente, membro da Cooperativa da Escola de Engenharia de Porto Alegre, pai do jornalista Antonio Onofre da Silveira), Argemiro Salles (encarregado da seção de transporte da Escola de Engenharia de Porto Alegre), Antônio Lourenço, Aristides José da Silva, Henrique Martins (líder anarquista, criador do Sindicato Tipográfico e da União Tipográfica), Christiano Fettermann e outros. O Exemplo também incentivou jovens autores, publicando colaborações de Reinaldo Moura, Dante de Laytano, Augusto Meyer, Walter Spalding e Breno Pinto Ribeiro, entre outros.

## Amostras de textos
Os arquivos de imagens a seguir contém amostras das edições e permitem a leitura de extratos de texto.

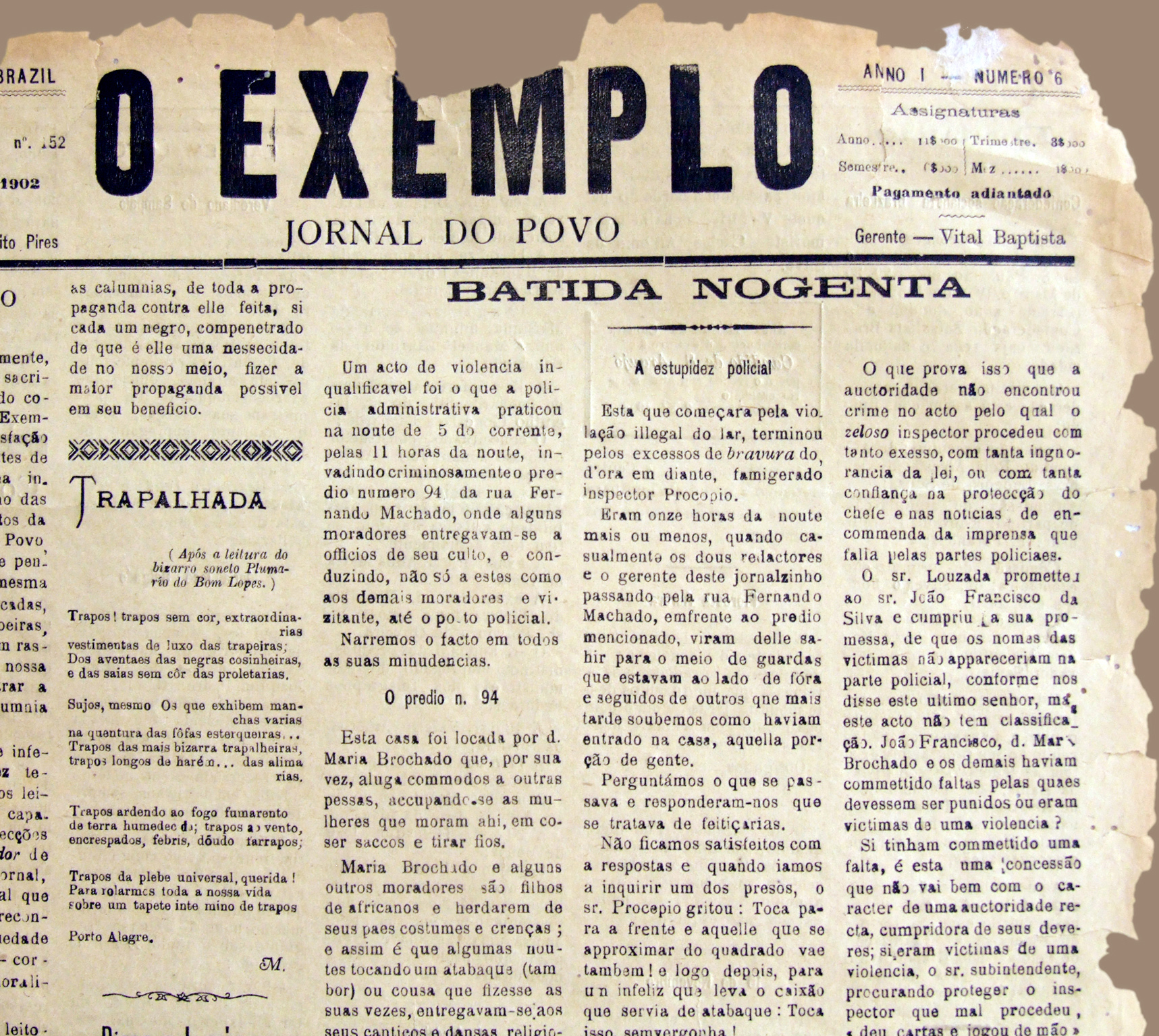
O Exemplo, novembro de 1902. Trecho de artigo sobre batida policial.
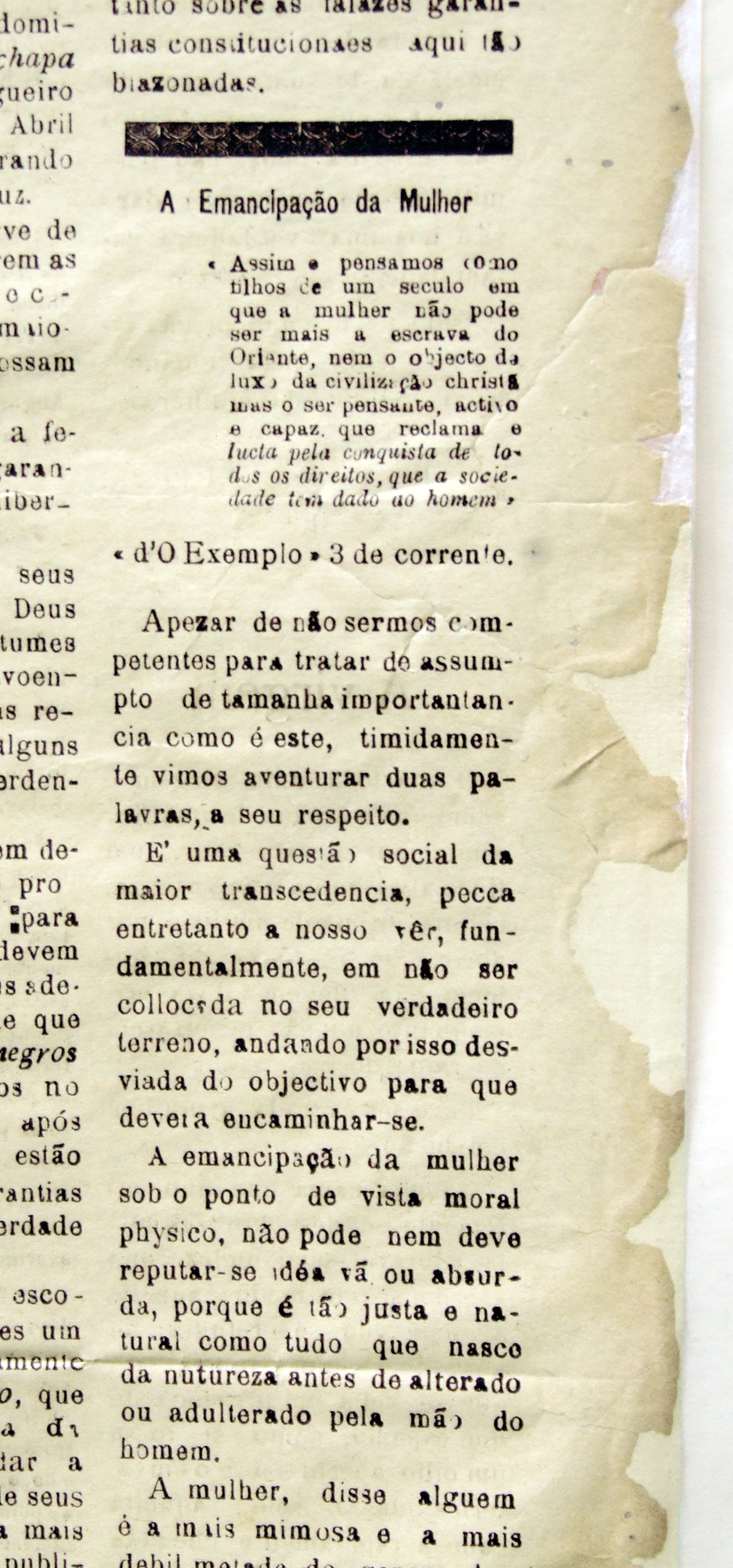
O Exemplo, novembro de 1902. Trecho sobre a emancipação feminina.
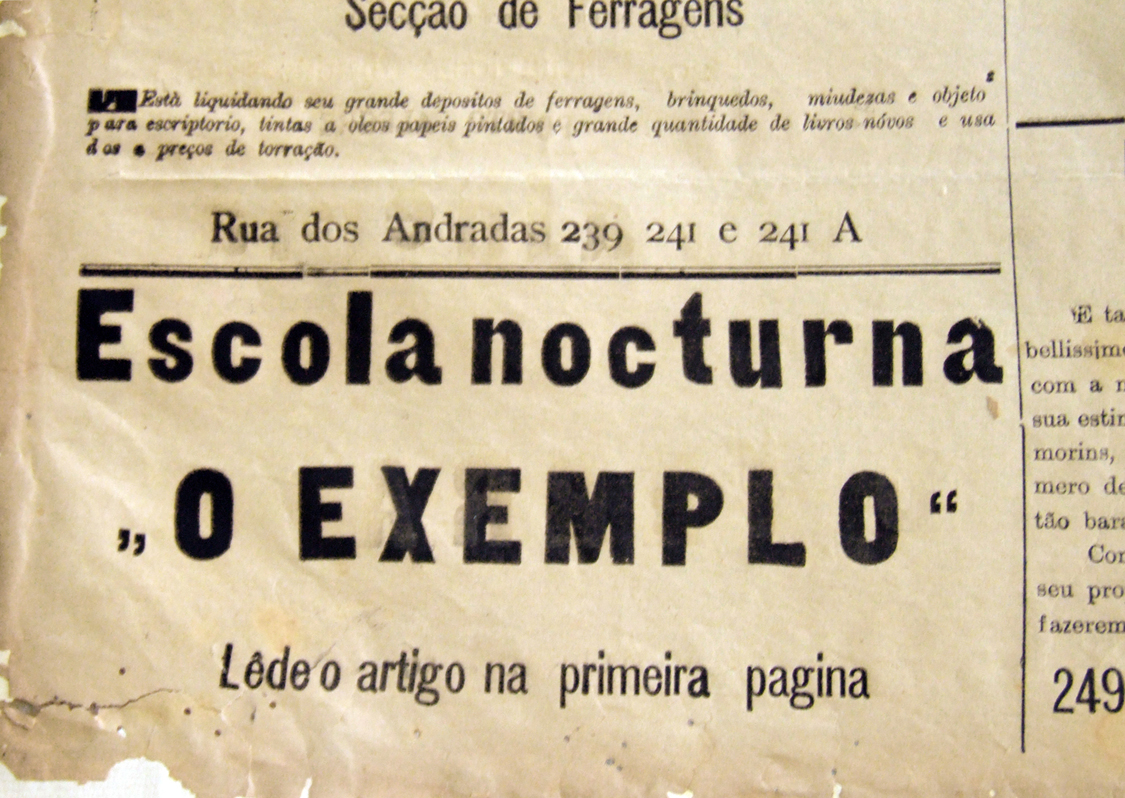
O Exemplo, dezembro de 1902. Anúncio da escola noturna.
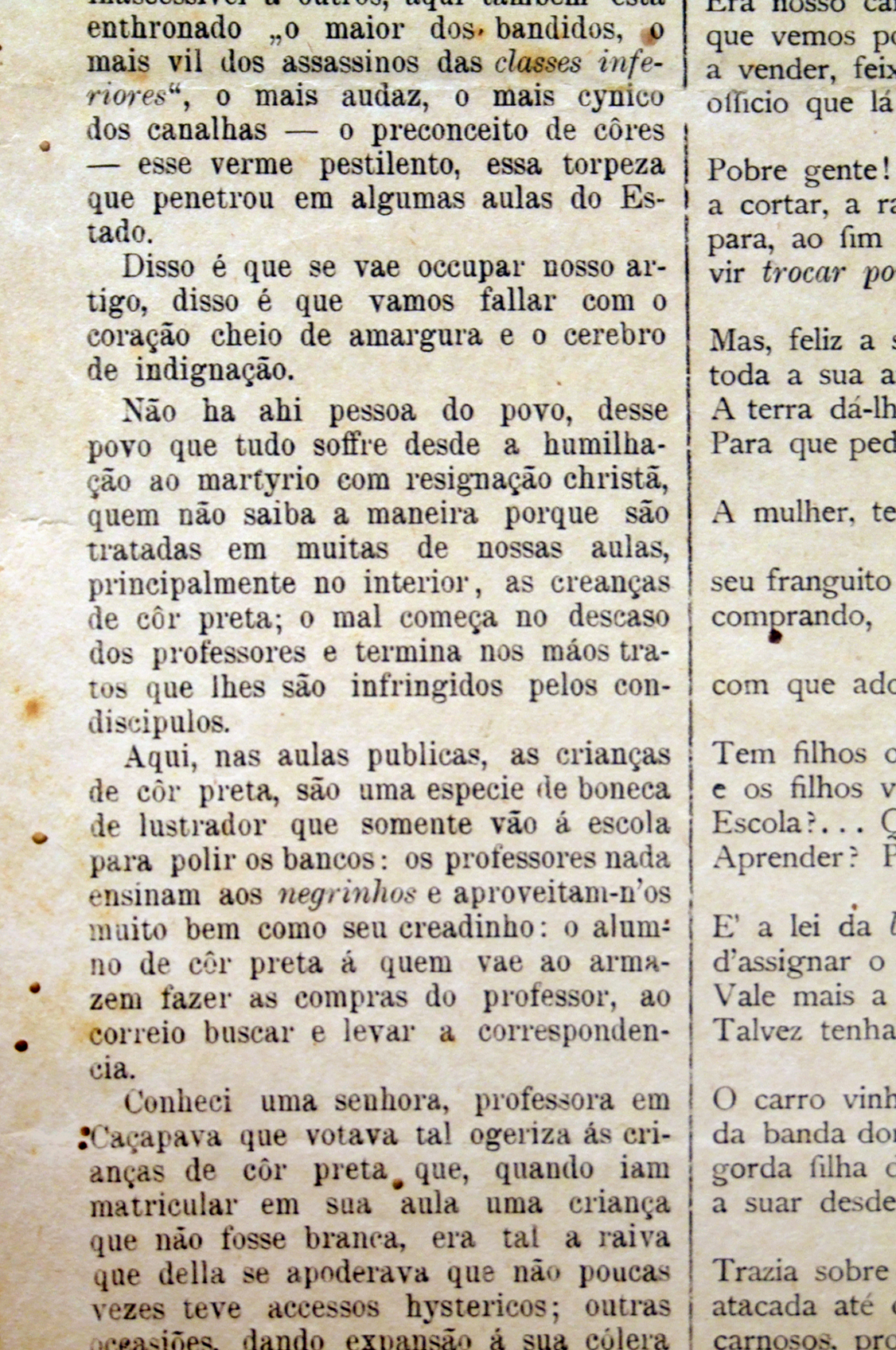
O Exemplo, dezembro de 1904. Trecho de “As aulas públicas”, por Lindolpho Ramos.